# Lee Daniels
Lee Louis Daniels (Filadelfia, 24 dicembre 1959) è un regista, sceneggiatore e produttore cinematografico statunitense.

## Biografia
Figlio di Clara Watson e William Daniels nasce a Filadelfia, in Pennsylvania, studia al Lindenwood College a Saint Charles (Missouri). Ha iniziato la sua carriera nel mondo dello spettacolo come responsabile e direttore di casting, dopo l'incontro con un produttore di Hollywood, inizia a collaborare ad alcuni progetti cinematografici che coinvolgevano il cantante Prince, Under the Cherry Moon e Purple Rain.
Il primo lungometraggio prodotto dalla sua Lee Daniels Entertainment è stato Monster's Ball - L'ombra della vita, il film è stato molto apprezzato dalla critica tanto da essere candidato a due Premi Oscar 2002, per la miglior sceneggiatura originale e per la miglior attrice, quest'ultimo vinto da Halle Berry. Successivamente produce The Woodsman - Il segreto, un drammatico film sulla pedofilia interpretato da Kevin Bacon, Kyra Sedgwick e Mos Def. Il film viene presentato al Sundance Film Festival ed ottiene tre candidature agli Independent Spirit Awards e ad altri prestigiosi premi.
Nel 2006, Daniels debutta come regista, dirigendo Shadowboxer, con un ricco cast che comprende Helen Mirren, Cuba Gooding Jr., Stephen Dorff, Vanessa Ferlito, Mo'Nique e Joseph Gordon-Levitt. Il film viene presentato in anteprima al Toronto International Film Festival e Daniels riceve una candidatura per il premio ai nuovi registi al Festival Internazionale del Cinema di San Sebastián. Nel 2008 produce Tennessee, storia di due fratelli e del loro viaggio dal Nuovo Messico al Tennessee alla ricerca del padre.
Nel 2009 torna dietro la macchina da presa e dirige il drammatico Precious, tratto da un romanzo della poetessa Sapphire. Il film, dopo aver ottenuto tre premi al Sundance Film Festival, viene presentato in competizione nella sezione Un Certain Regard del Festival di Cannes 2009. In quell'occasione ha ottenuto lunghi applausi ed una standing ovation.
Tra i vari riconoscimenti ottenuti nel corso del 2009 per Precious, all'inizio del 2010 ottiene una candidatura ai Directors Guild of America Awards, diventando il primo regista afroamericano a essere nominato al prestigioso premio.

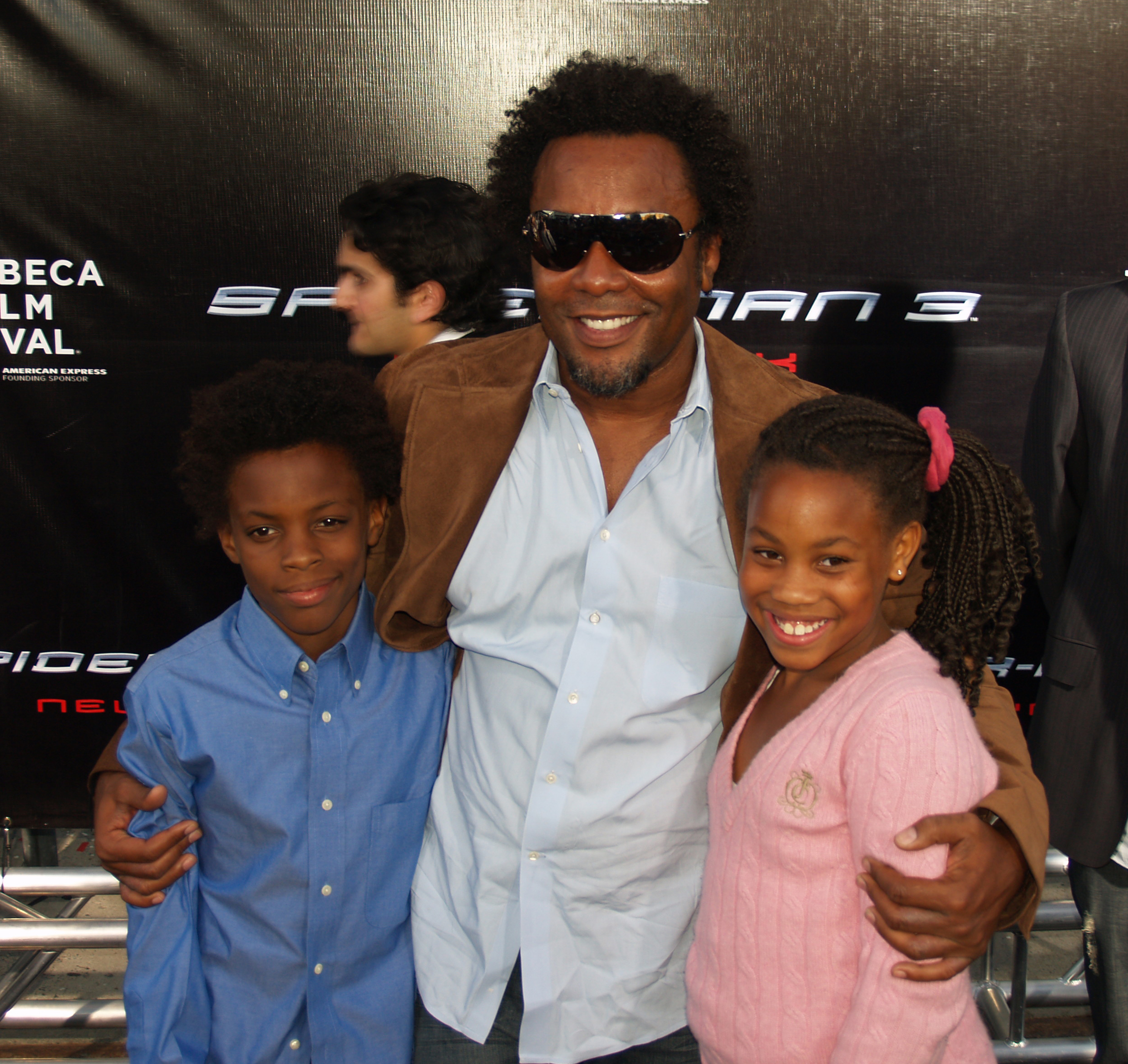
Lee Daniels con i nipoti all'anteprima di Spider-Man 3.

Nel 2012 dirige l'adattamento cinematografico di Un affare di famiglia (The Paperboy), romanzo di Pete Dexter scritto nel 1995 e pubblicato in Italia da Einaudi, interpretato da Nicole Kidman, Matthew McConaughey, John Cusack, Zac Efron e Scott Glenn. Il film ha suscitato polemiche a causa di alcune scene con protagonista Kidman, che nel film interpreta Charlotte, una donna intenzionata a salvare l'uomo che ama dalla pena di morte. Nonostante le critiche negative al film, l'attrice ha ottenuto la settima nomination agli Screen Actors Guild Awards e la decima ai Golden Globe.
Nel 2013 è la volta di The Butler - Un maggiordomo alla Casa Bianca (The Butler) . La pellicola è l'adattamento cinematografico dell'articolo di giornale A Butler Well Served by This Election, scritto dal giornalista Wil Haygood e pubblicato sul The Washington Post, che narra la vicenda di Eugene Allen, maggiordomo della Casa Bianca per più di trent'anni interpretato da Forest Whitaker.
Del 2021 è Gli Stati Uniti contro Billie Holiday, film che racconta della battaglia per i diritti civili degli afroamericani condotta dalla cantante negli anni Quaranta e Cinquanta. 

## Vita privata
Daniels è dichiaratamente gay e vive a New York assieme al compagno, il direttore casting Billy Hopkins, con il quale cresce i due figli del fratello, Clara Infinity e Liam Samad.

## Filmografia

### Regista
- Shadowboxer (2005)
- Precious (2009)
- The Paperboy (2012)
- The Butler - Un maggiordomo alla Casa Bianca (The Butler) (2013)
- Gli Stati Uniti contro Billie Holiday (The United States vs. Billie Holiday) (2021)
- The Deliverance - La redenzione (The Deliverance) (2024)

### Produttore
- Monster's Ball - L'ombra della vita (Monster's Ball, 2001)
- The Woodsman - Il segreto (The Woodsman, 2004)
- Shadowboxer (2005)
- Tennessee (2008)
- Precious (2009)
- The Butler - Un maggiordomo alla Casa Bianca (The Butler) (2013)
- Empire – serie TV (2015)
- Concrete Cowboy, regia di Ricky Staub (2020)

### Sceneggiatore
- The Paperboy (2012)